# Счётный жетон
Счётный жетон, известный также как счётный пфенниг (нем. Rechenpfennig, в германоязычных странах) или просто жетон (фр. jeton, в романоязычных странах) — монетовидные жетоны (токены), чеканившиеся в Европе с XIII по XVII век. Использовались как счётные камешки для линованных счётных досок, похожих на абак. Также использовались как заменители денег (фишки) в играх, подобно современным фишкам для казино или покерным фишкам.
Известны тысячи разновидностей подобных жетонов, в основном с изображениями на религиозные и исторические темы, а также с портретами; в этой функции «счётные пфенниги» напоминали современные необоротные памятные монеты.

## Аналог в Древнем Риме
Римляне для счёта использовали камешки (calculi).

## Арабские цифры
После того как в обиход вошли арабские цифры и ноль, «подсчёт на бумаге» постепенно вытеснил подсчёт с помощью камешков или жетонов. Жетоны вошли в обиход в Европе примерно в 1200—1400 гг. и продолжали использоваться до начала XIX века.

## Средневековье
С конца XIII до конца XIV века специальные жетоны чеканились в Англии; их внешний вид напоминал пенни Эдварда. Хотя они делались из латуни, в их центре нередко намеренно пробивалось отверстие, чтобы их не могли потом покрыть серебром и выдать за реальные серебряные монеты. К середине XIV века размер английского жетона увеличился — он стал напоминать гроут.

## Позднее Средневековье
На протяжении XV века конкуренция со стороны Франции и Нидерландов привела к прекращению чеканки счётных пенни в Англии, но такое состояние не продлилось долго. Нюрнбергские чеканщики счётных пфеннигов поначалу копировали жетоны своих европейских соседей, но к середине XVI века добились монополии на массовое производство дешёвых жетонов для коммерческого использования. Позднее, когда потребность в счётных жетонах отпала, жетоны стали чеканить для использования как в обычных, так и в азартных играх.
В Нидерландах монетные дворы в эпоху позднего Средневековья чеканили счётные пфенниги для официального бухгалтерского учёта. Чаще всего на них изображали портрет правителя с хвалебным текстом, а на оборотной стороне — его герб и имя либо название города или счётного учреждения.

## XVI век и позднее
Во время Нидерландской революции (1568—1609) ситуация изменилась, и обе стороны, но прежде всего Север, отчеканили в общей сложности около 2000 различных жетонов, в основном с политическими текстами и изображениями. В то время бухгалтерия давно уже обходилась без жетонов, поэтому их выпуск играл чисто пропагандистскую роль.
Монетные дворы и казначейства крупных поместий в Центральной Европе использовали свои собственные жетоны, а также чеканили символические жетоны из золота и серебра в качестве новогодних подарков для своих сотрудников. В XVI веке чешская Королевская казна заказывала от двух до трех тысяч штук в начале каждого года.
- Золотой жетон Кристофа Попеля (1549—1609) из богемского знатного рода Лобковиц. Дэвид Энгельхарт, Прага, 1592, диам. 24 мм

## Современное использование
В XXI веке жетоны по-прежнему используются в некоторых странах для замены монет в таксофонах и торговых автоматах, потому что автоматическая оценка монет в машинах не всегда надёжна. Такие жетоны, изготовляемые, как правило, из металла или твёрдого пластика, в англоязычных странах обычно называют tokens.
Во Франции и ряде других стран слово жетон означает, помимо прочего, небольшую символическую сумму денег, выплачиваемых членам общества или законодательной палаты каждый раз, когда они присутствуют на заседании.
В немецком языке слово Jeton относится к фишкам казино.
В польском языке слово żeton произносится аналогично французскому jeton и относится как к жетонам для торговых автоматов и таксофонов, так и к фишкам для казино.
В венгерском языке слово zseton является сленговым (уже несколько устаревшим) названием наличных денег, особенно монет.